# Венцендорф
Венцендорф (нем. Wenzendorf) — община в Германии, в земле Нижняя Саксония.
Входит в состав района Харбург. Подчиняется управлению Холленштедт. Население составляет 1383 человека (на 31 декабря 2010 года). Занимает площадь 21,47 км².
Коммуна подразделяется на 5 сельских округов.